# Jasunari Kavabata
Yasunari Kawabata (jap. 川端 康成, Osaka, 11. lipnja 1899. – Zushi kraj Kamakure 16. travnja 1972.), japanski književnik.
Godine 1968., za vrijeme proslavljanja restauracije Meiji, Yasunari Kawabata je postao prvi japanski pisac koji je dobio Nobelovu nagradu za književnost. Obrazloženje je glasilo da mu je dodijeljena Nobelova nagrada »zbog pripovjedačkog majstorstva, koje s velikom osjećajnošću izražava suštinu japanskog duha«. Čovjek koji je cijenio usamljenost, koji je odista živio samotno i na odstojanju, čak i u najtežim trenutcima, Kawabata je još mnogo ranije govorio o ništavnosti i uzaludnosti slave. Ipak je nazočio svim ceremonijama, prijemima i počastima koje su održavane u njegovu čast. Pošto se vratio iz Stockholma, još je nekoliko puta putovao u inozemstvo držati predavanja ili nazočiti književnim simpozijima. Godine 1971. vodio je aktivnu kampanju za prijatelja koji se kandidirao za guvernera u Tokiju. Izvršio je samoubojstvo u svom studiju blizu Kamakure, u travnju 1972, ne ostavivši nikakvu bilješku ni objašnjenje.

## Rani život
Yasunari Kawabata (1899. – 1972.) je rođen kod Osake 1899. godine. Izgubio je roditelje već u drugoj godini života; baka i jedina sestra umrle su mu ubrzo nakon roditelja; kada mu je umro djed, s kojim je živio od svoje sedme godine, budući nobelovac je imao svega četrnaest godina. Smrt roditelja i bližih rođaka u doba ranog djetinjstva ostavila je neizbrisive tragove na Kawabatin život i njegovo književno stvaralaštvo.
Prvo zapaženo djelo budućeg nobelovca bio je dnevnik napisan u Kawabatinoj petnaestoj godini i nešto kasnije objavljen pod naslovom "Dnevnik petnaestogodišnjaka". U ovom djelu Kawabata pokazuje već razvijen književni smisao, potresno opisujući posljednje dane svoga djeda. Opisi mu se odlikuju realizmom, gotovo neshvatljivim za tako rano životno doba. Dnevnik je otkrio njegovu izuzetnu nadarenost, pokazao njegov dubok osećaj za ljepotu i ukazao na sposobnost ovog mladog pisca da stvara djela neprolazne vrijednosti.
Nakon djedove smrti živio je u internatu jedne srednje škole, sve dok nije napustio Osaku da bi se upisao u elitnu Prvu gimnaziju u Tokiju. Književnu karijeru počeo je još prije nego što je diplomirao na Tokijskom carskom sveučilištu 1924. godine. Ubrzo je postao poznat po malim sastavima koje je nazvao "Pregršti priča" i po autobiografskoj priči "Igračica s poluotoka Izu" (1926.). Ova pripovijetka donijela je Kawabati ranu slavu svojim izvanrednim stilom, uzdržanošću u izražavanju i nježnim osjećanjima. Kawabata u njoj oživljava događaje svoje rane mladosti s prizvukom tuge i profinjenom senzualnom osjećajnošću. Ove odlike prožimat će i njegova kasnija dijela.

## Studij i prva objavljivanja
Za vrijeme studija japanske književnosti, od 1920., Kawabata je objavljivao svoje sastave u raznim časopisima: Shinshicho, Bungei shunju i dr. Po diplomiranju 1924, pridružio se grupi mladih književnika koji su zagovarali novi književni pravac poznat pod nazivom "pneoirnpresionizam" ili "neosenzualizam" ili "neopercepcionizam". Glasilo ove grupe mladih i darovitih književnika bio je novoosnovani časopis Bungei đidai, oko kojeg su se okupili Riichi Yokomitsu, Tepei Kataoka, Kameo Chiga, Taramako Ito, Kanesaku Ishihama, Shigesaku Sasaki, Mitsuzo Sasaki, Yasunari Kawabata i at. Glavni teoretičar ovog pravca bio je Riići Jokomicu, a izvor inspiracije ovog pokreta bilo je stvaralaštvo modernih evropskih književnika, naročito Paula Morana i njegovog poznatog djela "Noć se otvara". Ideje ovih mladih književnika izražene su u nekoliko teorijskih eseja, od kojih je jedan napisao i sam Kawabata, pod naslovom Nova stremljenja avangardnih pisaca, objavljen 1925. godine. U ovim esejima zastupaju se nova shvaćanja, preporučuje istančana osjećajnost, nova tehnika izražavanja i novi stil. Članovi grupe smatrali su da novi književni izraz treba biti svjež i da poetski obasjava suštinu izraženih osjećanja; da osjećanja trebaju biti izuzetno perceptivna i senzualna; da stvarnost treba izražavati suptilnim osjećanjima, sugestivnošću i profinjenim simbolima, i to na taj način da se umjetnički izrazi značaj unutrašnjeg života; da umjetnost mora imati neminovni karakter, a izrazi da moraju imati poetski ritam i živu osjećajnost; da percepcija mora biti istančana gotovo do morbidnog i dekadentnog stanja, ali da mora imati intelektualne elemente. Međutim, postojala je opasnost da se njihova nastojanja odvoje od osnovne životne snage i pretvore u neku vrstu dekadentne zabave. U svakom slučaju, oni su propovijedali »nov život« i »novu književnu umjetnost«. Njihove ideje su tijesno povezane i s pojavom dadaizma, ekspresionizma, nadrealizma i drugih avangardnih pravaca. U neku ruku, ovaj pokret je nastao i kao reakcijana realističke pravce u japanskoj književnosti, naročito na pojavu revolucionarne proleterske književnosti. Oni su zastupali dinamičnu umjetnost - s glavnim ciljem da razjašnjava osobnost samog pisca, a njihovo stvaralaštvo bilo je obojeno izvjesnim nihilizmom.

## Kawabatin stil pisanja i predratni period
Kawabata se znatno razlikuje od glavnog toka ove grupe po svom naglasku na klasičnom stilu, po svojoj trezvenoj usamljenosti i elegičnom tonu, po tome što je istkao poseban svijet nježne i suptilne osjećajnosti, metaforične sugestivnosti, dubokih impresija i simbolizma. On se uglavnom usredotočuje na isticanje potrebe za rađanjem novog jezika, koji bi zamijenio postojeći, beživotno objektivan pripovjedački jezik. Kawabata smatra da umjesto gramatički savršenih rečenica pisac treba upotrebljavati nekada nedovršene, fragmentarne rečenice, čime bi potpunije dočarao opisani lik, njegov svijet i njegovo dinamično poimanje života. Drugim riječima, Kawabata se bori za jedinstvo subjekta i objekta, za integraciju svijeta, čovjeka i umjetnosti. U duhu »neopercepcionizma« Kawabata je pisao nekih desetak godina, a najzapaženija djela iz ovog razdoblja su mu: Junak pokopa (1923.), Duh ruže (1927.), Grupa Kurenai iz Asakuse (1929.), Igla, staklo i žaba (1930.), Kristalna fantazija (1931.) i dr.
Međutim, najznačajnije djelo u predratnoj fazi Kawabatinog stvaralaštva je "Snježna zemlja", osim kojeg je do rata napisao i Ptice grabljivice i divlje zveri. U "Snježnoj zemlji" došla su do punog izraza Kawabatina shvaćanja o književnosti i umjetnosti. Ta shvaćanja je Kawabata pokušao da rezimira u svom eseju "Ljepota Japana i ja", napisanom prilikom prihvaćanja Nobelove nagrade za književnost, u kojem izlaže svoja osnovna načela o umjetnosti. Iako ovaj esej nije podrobna diskusija o umjetničkim vrijednostima, u njemu Kawabata izlaže izbor izvjesnih načela koja su mu bila izuzetno značajna, a mnoga od njih su povezana sa zen-budizmom.
Prvo od ovih načela je asimetrija. Kawabata navodi aranžiranje cvijeća i vrtlarstvo kao dvije umjetničke djelatnosti koje najbolje otkrivaju upotrebu sugestivnosti.
"U usporedbi sa zapadnjačkim vrtovima, koji su većinom zasađeni simetrično, japanski vrtovi su uglavnom asimetrični, jer asimetričnost više nego simetričnost ima moć da simbolično izrazi mnoštvo i prostranstvo. Naravno, ta asimetričnost nalazi svoju ravnotežu u delikatnoj osjećajnosti Japanaca."
Asimetrija, i sugestivnost koja proizlazi iz nje, omogućuju da se pomoću jedne male stvari evocira cio svijet. Zatvorene strukture, harmonično raspoređene, samo definiraju same sebe. Međutim Kawabata ističe da asimetrija nije prirodna i spontana, već da nastaje iz discipline stvorene putem »ravnoteže nametnute delikatnom osjećajnošću«. Na kraju eseja Kawabata navodi reci srednjovjekovnog japanskog pjesnika o njegovom, velikom suvremeniku Saigjou, jednom od najboljih japanskih pjesnika, čiji su književni i pjesnički ideali bili transcendentalni, a u neku ruku čak i religiozni.
"Saigyo je često dolazio da razgovara o poeziji. Njegovo viđenje poezije, rekao je, bilo je daleko od običnog. Trešnjini pupoljci, kukavica, mjesec, snijeg: suočene sa svim raznovrsnim oblicima prirode, njegove oči i uši bile su ispunjene prazninom. I zar nisu reći koje je izustio bile istinite reci? Kad je pjevao o pupoljcima, on nije razmišljao o pupoljcima; kad je pjevao o mjesecu, on nije mislio na mjesec. Kad je za to bila prilika, kad bi osjetio inspiraciju, tada je pisao poeziju. Crvena duga preko neba bila je poput cvijeta koji dobiva boju. Bijela sunčeva svjetlost bila je poput neba koje se osvjetljava. Ipak, prazno nebo, po svojoj prirodi, ne mora da se osvijetli. Ono ne može ni da se oboji. S duhom poput praznog neba on je davao boju svim prizorima, iako od toga u njemu ništa nije ostajalo. U takvoj poeziji nalazimo Budu, manifestaciju konačne istine."
Saigjoova umjetnost sastojala se iz sugeriranja opće istine, a ne njenog izjavljivanja. Kawabatina osjećajnost navela ga je da usvoji isti stav i mnoge iste metode u svojim sastavima umjetničke proze. Međutim, takva osjećajnost je rezultat upornog i strogog vježbanja. Kawabata se divio klasičnim književnim tekstovima iz japanske prošlosti i stalno se služio njima kao književnim uzorima.
Drugo Kawabatino glavno načelo je ljepota. U jednom drugom eseju, što je, zapravo, tekst predavanja održanog na havajskom sveučilištu 1969, a poslije objavljenom pod naslovom »Postojanje i otkriće ljepote«, Kawabata citira pesmu haiku pjesnika Kobayashi Ise (1763-1827):
Kakva ljepota!
Nebo u noći
svršene godine.
"Naučio sam ovu haiku pjesmu Kobayashi Ise pošto sam je našao u antikvarnici u Kamakuri, na svitku koji je napisao sam Isa. Još nisam ispitao kada i gdje je ova pjesma sastavljena, ali ako je napisana po njegovom povratku kući u Kashiwabari na obali jezera Nojiri, koje se nalazi na granici između snježne provincije Echigo i provincije Shinano, a u podnožju planina kao što su Togakuši, Izuna i Mjoko, onda je noćno nebo bilo visoko i izuzetno čisto, kao zamrznuto, i možemo zamisliti da je na nebu bio ogroman broj zvijezda koje kao da su pljuštale dole u blistavom sjaju. Moramo se, također, podsjetiti da je to njegov zavičaj, koji je opisao u onoj čuvenoj pjesmi:
Je li ovo, konačno,
moje krajnje prebivalište?
Pet stopa snijega.
Štoviše, bilo je to usred noći posljednjeg dana u godini. Prema tome, u običnim recima ,kakva ljepota' Isa je otkrio i stvorio veliku ljepotu."
Kawabatine primjedbe otkrivaju neophodan i blizak odnos između poetskog impulsa i atmosfere mesta koje potiče taj impuls. Prikladnost i jednostavnost Isinog odziva predstavljaju ishod njegovog sluha za poeziju mjesta. Njegov odziv je osoban i precizan.
Malo zatim, u istom predavanju, Kawabata navodi Bašoove slične stavove, spominjući dobro poznati događaj kada je Bašo hvalio Kjoraija, jednog od svojih sljedbenika, koji mu je rekao: "Kako je istinito da izvjestan prizor u neko vrijeme može da pobudi osjećanja ljudi." 
Komentirajući Kjoraijevo vjerovanje da je "elegantno ono što proističe iz posebnih okolnosti", Kawabata zaključuje:
"Prilikom otkrivanja elegantnog, to jest ljepote koja postoji, prilikom osjećanja ljepote koju smo otkrili, pa čak i prilikom stvaranja ljepote koju smo osjetili, posebne okolnosti onoga što postoji prirodno u tim okolnostima zaista su važne, i može se reći da su one draž nebesa; Štoviše, ako možemo da znamo te posebne okolnosti kao stvarne okolnosti, onda možemo reći da je to dar boga ljepote."

## Drugi svjetski rat i poslije
Nakon rata prvi roman kojeg je Kawabata napisao je bio "Tisuću ždralova". Za vrijeme rata pisao je vrlo malo, povukao se u privremenu šutnju i posvetio se uglavnom izučavanju klasične japanske književnosti. O svojoj ljubavi prema klasičnoj japanskoj književnosti govori na mnogim mjestima, a naročito se ističe sljedeća njegova napomena u eseju »Ljepota Japana i ja«:
"U poeziji, u ranom 10. stoljeću, javlja se prva od antologija koje su poručili carevi, Zbirka starih i novih pijesama (Kokinšiju), a u prozi 'Povijest o Iseu', nakon koje slijede izvanredna remekdjela klasične japanske proze - 'Povijest o Genđiju' spisateljice i dvorske dame Murasaki i 'Knjiga za uzglavlje' spisateljice Sei Šonagon. Obje spisateljice živjele su s kraja 10. do polovine 11. stoljeća. Tako je uspostavljena tradicija koja je uticala, čak i usmjeravala japansku književnost tijekom osam stotina godina. Naročito 'Povijest o Genđiju' predstavlja najviše dostignuće u japanskoj književnosti. Ni do dana današnjeg u Japanu ne postoji djelo umjetničke proze koje bi se moglo usporediti s ovim. Pravo je čudo što je tako moderno djelo napisano još u 11. stoljeću, i kao takvo čudo ono je nadaleko poznato i u inozemstvu. Iako nisam siguran da sam, u to vrijeme, baš izuzetno dobro poznavao japanski klasični jezik, moja glavna lektira iz doba dječaštva bila su klasična djela iz razdoblja Heian, a čini mi se da mi je najznačajnija bila 'Povijest o Genđiju'. Stoljećima poslije toga kad je napisano, ljudi su se neprekidno divili ovom djelu, a odano mu je priznanje i time što su ga pisci neprestano imitirali i što je više puta prerađivano. 'Povijest o Genđiju' bila je širok i dubok izvor inspiracija za poeziju, što je razumljivo, kao i za lijepe umjetnosti i rukotvorine, pa čak i za umjetnost pejzažnog vrtlarstva."
Osim "Tisuću ždralova" (1949.), Kawabata je poslije rata napisao niz izvanrednih romana, od kojih se ističu: "Zvuk planine" (1953.), "Jezero" (1954.), "Proljetni dan" (1954.), "Sporedna ulica" (1954.), "Čovjek iz Tokija" (1954.) i "Razmišljanja jedne supruge" (1954.), "Usred rođenja jednog čovjeka" (1955.), "Domašaj tuge" (1955.), "Žena u kolima" (1955.). Ovo je period velike plodnosti iskusnog pisca, majstora književnog pera i stvaraoca snažnih misli.
Tijekom sljedećih nekoliko godina Kawabata nije ništa manje produktivan: objavljuje knjige priča i romane "Ona zemlja, ova zemlja" (1956.), "Lav i djevojčica" (1956.), "Biti žena" (1956.), "Večernja rumen" (1957.), "Jednog dana" (1957.), "Grad Hiura" (1958.), "Drvored" (1958.), "Evropa" (1958.), "Ono što muškarci ne rade" (1958.).
Vrijedno je spomenuti i to da je Kawabata napisao više od stotinu kratkih priča - od po nekoliko stranica - i jednom je rekao da su mu to najomiljenija djela. Većinu je napisao u dvadesetim godinama života. Bila je to njegova »mladenačka poezija«, o kojoj je rekao sljedeće: "Književnici u mladosti većinom pišu poeziju, a ja sam umjesto poezije pisao ove vinjete." Nastavio je pisati takve kratke priče sve do svojih najproduktivnijih godina poslije rata. U ovim kratkim bajkolikim pričama mogu se naći ne samo poznati elementi Kawabatinog književnog svijeta u širem smislu riječi - nepovezano sazviježđe ljudskih osjećanja i ljepote prirode - nego i ozbiljnije teme njegovih kasnih remekdjela, a to su svjesnost novog doba, pramena i poraza, i tiha, gorko-slatka pomirenost s usamljenošću, starošću i neminovnom smrću.

## Posljednji period života
Posljednjih desetak godina svog života Kawabata je objavio niz priča i novela: "Veliki pjesnik koji stremi daljini" (1959.), "Uspavane ljepotice" (1960.), "Ljepota i tuga" (1961.), "Stari grad" (1961.), "Vodeni tok opalih latica" (1962.), "Među ljudima" (1963.), "Tamayura" (1965.), "Jedna ruka" (1965.) i dr. Biseri Kawabatinog stvaralaštva nižu se sve do njegove smrti 1972. godine. Kawabata je bio i vrstan kaligraf, što je veoma bitno za njegov stil i jezik, jer je vizualni element u japanskom ideogramskom pismu od posebnog značaja. Isto tako, stranice Kawabatinih djela obiluju slikarskim prikazima beznačajnih pojedinosti. Poput filmske kamere, Kawabatino oko zapaža detalje iz prirode i života, koji ispunjavaju njegova djela u kaleidoskopskom šarenilu, iako uzdržano i većinom usred-sređeno na po jedan izraziti detalj, kojim katkada dočarava sveukupnost poput haiku-pjesnika. U mnogim vidovima, najlepši elementi haiku poezije i klasične japanske prozne književnosti kao da su našli suvremeni odjek u Kawabatinom književnom stvaralaštvu. On je zadržao ono što je najbolje iz stare japanske književnosti, dajući nove oblike, obrađujući suvremenu tematiku i baveći se problemima modernog čovjeka. Estetski ideali klasične japanske književnosti također žive u Kawabatinom djelu. Pojmovi mono no avare ili »neizreciva, tužna ljepota«, vabi ili »uzdržana usamljenost«, sabi ili »skromno siromaštvo«, hosomi ili »tananost«, karumi "lakoća duha", okašimi ili  "trezvena komičnost" žive na stranicama Kawabatinih djela više negoli u stvaralaštvu bilo kog drugog suvremenog japanskog pisca.

## Samoubojstvo
On je uvijek odbacivao samoubojstvo kao izlaz iz životnih problema. Na primjer u svom eseju "San na samrti" pisao je:
"Koliko god čovjek bio otuđen od svijeta, samoubojstvo nije oblik prosvjećenja. Koliko god vrijedan divljenja čovjek bio, ako izvrši samoubojstvo, on je daleko od stanja svetaca i mudraca."
Kawabata se dotiče iste teme i u svom eseju  »Ljepota Japana i ja«, gdje kaže:
"Ja se ne divim niti suosjećam s takvim samoubojicama kao što su Akutagawa, poslijeratni pisac Osamu Dazai (1909-1948) i drugi. Međutim, imao sam još jednog prijatelja koji je umro mlad, jednog od japanskih avangardnih slikara, koji je, također, dugo razmišljao o samoubojstvu, i o njemu sam u istom eseju napisao sljedeće:
'Čini mi se da mu je to već postala uzrečica,  pošto je neprestano ponavljao da nema veće umjetnosti od smrti, da umrijeti znači živjeti u pravom smislu te riječi'.
Ipak, pretpostavljao sam da je za njega, rođenog u budističkom hramu i obrazovanog u budističkoj školi, pojam smrti sasvim drugačiji od shvaćanja smrti na Zapadu. 'Od onih koji razmišljaju o stvarima, ima li ikoga ko još nije pomišljao na samoubojstvo?"
Tako je svoj život i stvaralački put završio ovaj veliki majstor pera, ostavši nedokučiv kako u svojim izvanrednim djelima tako i u svom posljednjem činu, u činu samoubojstvo. U povijesti japanske književnosti, pak, ostat će lik velikog pisca, koji je gradio mostove između prošlosti i sadašnjosti, spajao tradiciju i suvremenost, i suočavao se sa svim akutnim problemima koji razdiru suvremenog čovjeka. Činjenica da je Kawabata izvršio samoubojstvo ostat će sporedna zamjerka u usporedbi s citadelom remekdjela koje je ovaj veliki književnik ostavio za sobom.